# Prosthoporus panamensis
Prosthoporus panamensis är en stekelart som beskrevs av Gupta 1983. Prosthoporus panamensis ingår i släktet Prosthoporus och familjen brokparasitsteklar. Inga underarter finns listade i Catalogue of Life.